# Petrovics Emil
Petrovics Emil  (Nagybecskerek, 1930. február 9. – Budapest, 2011. június 30.), szerbhorvátul: Emil Petrović, szerbül: Емил Петровић, kétszeres Kossuth-díjas és kétszeres Erkel Ferenc-díjas magyar zeneszerző, érdemes és kiváló művész.
Büszke vagyok magyar hazámra és arra, hogy Európa e csodálatos és tarka, fájdalmakkal és vidámsággal, elpusztíthatatlan erőkkel megáldott vidéke a szülőföldem.

## Családja és származása
Jovan P. Petrović és Weninger Erzsébet egyetlen gyermekeként született Jugoszláviában. Anyai nagyapja, Weninger József a katolikus templom karnagya volt Nagybecskereken, aki a századfordulón került Ausztriából a mai Vajdaságba, anyai nagyanyja, Mihalik Margit pedig a Felvidékről származott. Apai nagyszülei, Petár Petrović és Sultana Bugarčić, a 19. század végén költöztek a Vajdaságba Montenegróból.
Apja jól beszélt magyarul, és anyját tanította szerb nyelvre és irodalomra. Petrovics Emil így mind a szerb, mind pedig a magyar nyelvet már kisgyerekkorában elsajátította. Vallási nevelésében az anyai befolyás érvényesült, és római katolikusnak keresztelték meg, apai nagyanyja legnagyobb bosszúságára. Szüleivel még gyermekként Belgrádba költöztek, ahol apja újságíróként helyezkedett el. Szüleihez való kisgyerekkori viszonyáról így vall könyvében: „[…] s én Mamihoz bújtam. Kényeztetett, állandóan mellette lehettem, […]” „Tati nem szerette az ivást. Beteg volt. Alkoholista.” „Édesapám indulatosan korholta túlérzékeny kisfiát. Féltem. Tőle is.”
Jugoszlávia német megszállása és a Vajdaság Magyarországhoz csatolása után édesanyjával, anyai nagyanyjával és anyja kishúgával Budapestre költöztek itt élő rokonaikhoz, és végleg Magyarországon telepedtek le. Édesanyja – férje távollétében – formálisan is felbontotta házasságát, és feleségül ment Apró Gyulához, akitől Petrovics Emilnek két féltestvére: egy húga, Mária 1943-ban, és egy öccse, Attila 1947-ben született.
Nevelőapjával a viszonya nem volt felhőtlen, édesapjáról pedig hosszú ideig semmi hírt sem kapott. 1956-ban sikerült felkutatnia, amikor Jugoszláviában járt ottani rokonainál, de a találkozás nagy csalódást jelentett számára. „Nem moccant, csak nézett, csak könnyezett, borotválatlan volt, a haja ritka, hosszú és szürke, öltönye a csavargóké, a kabát alatt szakadt atlétatrikó. Megöleltem, szorongattuk egymást, perceken át, fuldokoltunk, rázott bennünket a kezdetben szinte néma, majd egyre hangosabb zokogás.” Ezután újra elszakadtak egymástól, és csak 1982-es jugoszláviai tartózkodása után tudta meg, hogy apja a következő évben, 1957-ben meg is halt. Húga az Egyetemi Nyomda és Kiadó szerkesztője volt, akit tragikus hirtelenséggel veszített el. Öccse szintén zenei tanulmányokat folytatott, elvégezte a Zeneakadémia Tanárképző Intézetét, és klarinétozott.

## Pályája
Petrovics a budapesti Liszt Ferenc Zeneművészeti Főiskola zeneszerzés tanszakán végezte tanulmányait, Farkas Ferenc, Szabó Ferenc és Viski János voltak a mesterei.
Az 1950-es évek első felében a Budapesti Szikra Nyomda üzemi zenekarát vezette. 1960-ban Szinetár Miklós és Ungvári Tamás társaságában az első magyar musicalszínház alapítója, zenei vezetője volt. Az úttörő kezdeményezés 1964-ig Petőfi Színház néven működött. Petrovics Emil több új magyar zenés dráma létrehozója, zenei szervezője, többek között a nyitó előadás, a Koldusopera, valamint az Egy szerelem három éjszakája (musical) és a Mélyvíz dirigense volt.
1967–1985 között országgyűlési képviselőként is tevékenykedett, 1964-től a Színiakadémia tanára, 1968-tól a Zeneakadémia tanszékvezető főiskolai tanára volt, a zeneszerzés tanszakon tanított. 1967-től 1999-ig a magyar szerzői jogvédő szervezet (későbbi nevén az Artisjus) elnökeként is tevékenykedett.
1986 és 1990 között a Magyar Állami Operaház igazgatója (1988-tól főigazgatója), majd 2003 és 2005 között az intézmény főzeneigazgatója volt.
Számos hazai és nemzetközi zenei versenyen vállalt zsűritagságot, illetve elnökséget. Az 1960-as és az 1970-es években a Magyar Televízió Ki mit tud? című népszerű műsorában a zsűriben ő volt az egyik zenei szakértő (Pernye András mellett), sokakkal szerettette meg a zenét. Számos színdarabhoz és filmhez komponált zenét, önálló szerzeményeivel szintén sikereket aratott, mindhárom operáját bemutatták itthon és külföldi operaházakban is. A Színházi adattárban regisztrált bemutatóinak száma: zeneszerzőként kilenc, karmesterként hét.
Az Erkel Ferenc-díjat már fiatalon, 1960-ban megkapta (majd 1963-ban is). Kétszer kapott Kossuth-díjat: 1966-ban és 2006-ban. 1994-ben a Széchenyi Irodalmi és Művészeti Akadémia tagjává választották. 1995-ben ő kapta a Nyakkendő-díjat, amely Filmszemle filmes hallgatóinak díja a legjobb elmélettanár számára. 75 évesen, 2005-ben kapta meg a Magyar Köztársasági Érdemrend középkeresztje a csillaggal kitüntetést, sokoldalú szakmai és közéleti tevékenysége, életműve elismeréseként.
2011. június 30-án, 81 éves korában hunyt el. A Fiumei úti sírkertben megtartott búcsúztató után Szigligeten helyezték örök nyugalomra. 2012-ben a rákoshegyi Bartók Zeneházban hagyatékából emlékszobát rendeztek be.
Én szerencsésnek mondhatom magam: Petrovics tanár úr mind a mai napig felbecsülhetetlen értékű tudással, tapasztalattal, bölcsességgel lát el. Kevés embertől tanultam többet például a színházról, működéséről, tradícióiról, misztikumáról.

## Magánélete
Petrovics Emil háromszor nősült. Első felesége Szentoléri Judit, Szentoléri Richárd tábornok lánya volt, akivel 1957-ben kötöttek házasságot, de ötévi házasság után, 1962-ben elváltak. Második felesége Galambos Erzsi színésznő volt, akit 1963 decemberében vett el. Ebből a házasságból született 1972. április 21-én egyetlen lánya, Petrovics Eszter televíziós rendező és szerkesztő. Húsz évnyi házasság után azonban ez a kapcsolat is válással végződött.
Harmadik felesége 22 évvel volt fiatalabb nála, de öt évnyi együttélés után tőle is elvált.

## Főbb művei

### Operák
- C’est la guerre (Ilyen a háború) – opera egy felvonásban (1961)
- Lysistraté (1962)
- Bűn és bűnhődés (1969)

### Balett
- Salome (1979)

### Oratórium
- Jónás könyve (1967)

### Kantáták
- I. kantáta – Egyedül az erdőben (Alone in the Wood – Cantata) (1956)
- II. kantáta – Ott esem el én (1972)
- III. kantáta – Fanni hagyományai (1978)
- IV. kantáta – Mind elmegyünk (1980)
- V. kantáta – Törökországi levelek (1981)
- VI. kantáta – Megpihenünk (1986)
- VII. kantáta – Pygmalion (1994)
- VIII. kantáta – Panasz és vigasz (1997)
- IX. kantáta – A Dunánál (1998)

### Kórusművek, dalok
- Triangulum (I. Tavaszköszöntő, II. Anna, III. Ördögtánc)
- Ballada (Nagy László verse)
- Lassú táncnóta - vegyeskar (1974) (Nagy László versére)
- Hervadáskor - nőikar (1986) (Ady Endre versére)

### Versenyművek, szimfonikus zene
- Fuvolaverseny (1958)
- Concertino (trombita, szimfonikus zenekar)
- Négy versenymű (fuvolára, trombitára, zongorára, hegedűre – ütősökkel)
- Két szimfónia

### Kamarazene, hangszeres zene
- Fúvósötös (1967)
- Cassazione Op.1 (Balassi Bálint emlékezete) (rézfúvós szextett)
- Passacaglia in Blues (fagott–zongora)
- Három vonósnégyes
- Csembaló- és cimbalomdarabok, rapszódiák hegedűre, brácsára, illetve gordonkára

### Filmzenék
| Cím                              | Év   | Rendező           |
| -------------------------------- | ---- | ----------------- |
| Sortűz egy fekete bivalyért      | 1984 | Szabó László      |
| Fogadó az „Örök világossághoz”   | 1981 | Bán Róbert        |
| Bűn és bűnhődés                  | 1978 | Maár Gyula        |
| Mire megvénülünk                 | 1978 | Horváth Ádám      |
| Dóra jelenti                     | 1978 | Bán Róbert        |
| Napforduló                       | 1977 | Málnay Levente    |
| Fekete gyémántok                 | 1976 | Várkonyi Zoltán   |
| Kísértet Lublón                  | 1975 | Bán Róbert        |
| Azonosítás                       | 1975 | Lugossy László    |
| Tűzgömbök                        | 1975 | Fehér Imre        |
| Lányarcok tükörben               | 1973 | Bán Róbert        |
| Plusz-mínusz egy nap             | 1972 | Fábri Zoltán      |
| Egy óra – három arc              | 1972 | Horváth Ádám      |
| Meztelen vagy                    | 1971 | Gyöngyössy Imre   |
| Arc                              | 1970 | Zolnay Pál        |
| A Pál utcai fiúk                 | 1969 | Fábri Zoltán      |
| Mi lesz veled Eszterke?          | 1968 | Bán Róbert        |
| A koppányi aga testamentuma      | 1967 | Zsurzs Éva        |
| Szevasz, Vera!                   | 1967 | Herskó János      |
| Harlekin és szerelmese           | 1967 | Fehér Imre        |
| Az orvos halála                  | 1965 | Mamcserov Frigyes |
| Édes és keserű                   | 1964 | Szemes Mihály     |
| C'est la guerre                  | 1964 | Szinetár Miklós   |
| Mit csinált felséged 3-tól 5-ig? | 1964 | Makk Károly       |
| Egy ember, aki nincs             | 1963 | Gertler Viktor    |
| Az utolsó előtti ember           | 1963 | Makk Károly       |
| Új Gilgames                      | 1963 | Szemes Mihály     |
| Húsz évre egymástól              | 1962 | Fehér Imre        |
| Isten őszi csillaga              | 1962 | Kovács András     |
| Lopott boldogság                 | 1962 | Nádasy László     |
| Áprilisi riadó                   | 1961 | Zolnay Pál        |
| Az ígéret földje                 | 1961 | Mészáros Gyula    |
| Égrenyíló ablak                  | 1961 | Kis József        |
| Gyalog a mennyországba           | 1959 | Fehér Imre        |
| Kard és kocka                    | 1959 | Fehér Imre        |
| Kölyök                           | 1959 | Szemes Mihály     |
| Az igazi égszínkék               | 1957 | Bán Róbert        |

## Diszkográfia
- 1961/1999 – Ránki-Hubay-Vass: Egy szerelem három éjszakája (karmester)
- 1996 – Magyar zeneszerzők rézfúvós kamarazenéje. Hungaroton, HCD 31680
- 1997 – Kortárs magyar zene fagottra és zongorára. Hungaroton, HCD 31725
- 1998 – Petrovics Emil: I. és V. kantáta; Jónás könyve. Hungaroton HCD 31790
- 1999 – Petrovics Emil: I. és II. vonósnégyes; I. és II. rapszódia. BMC Records BMC CD 017
- 2000 – Petrovics Emil: C'est la guerre; VI. kantáta. Hungaroton HCD 31958
- 2001 – Bach, Kreisler, Ysaye, Petrovics. BMC Records BMC CD 047
- 2004 – Kortárs magyar trombitaversenyek. Hungaroton HCD 32251
- 2010 – Petrovics Emil: Göndör bárányok.

## Díjai, elismerései
- VIT díj, Varsó (1955)
- Vonósnégyes kompozíció díj, Liège (1959)
- Erkel Ferenc-díj (1960, 1963)
- Kossuth-díj (1966, 2006)
- Érdemes művész (1975)
- Arany Orfeusz hanglemez Grand Prix (Lysistraté), Párizs (1978)
- Kiváló művész (1982)
- Bartók–Pásztory-díj (1989, 2000)
- Nyakkendő-díj (1995)
- Hazám-díj (2004)
- A Magyar Köztársasági Érdemrend középkeresztje a csillaggal (2005)

## Emlékezete
2012 februárjában a rákoshegyi Bartók Zeneház területén Petrovics-emlékszobát nyitottak.

## Könyvei
- Maurice Ravel; Gondolat, Budapest, 1959 (Kis zenei könyvtár)
- Petrovics, Emil. Önarckép – álarc nélkül (1930–1966) (magyar nyelven). Budapest: Elektra Kiadóház (2006). Hozzáférés ideje: 2018. január 14. ISBN 978 963 06 8688 4
- Petrovics Emil: Önarckép – álarc nélkül. 2. könyv, 1967–2007) Elektra Kiadóház, Budapest, 2007. ISBN 978 963 06 8689 1 (MEK) (Hozzáférés: 2014. június 20.)